# Aterigena aspromontensis
Espèce
Aterigena aspromontensis est une espèce d'araignées aranéomorphes de la famille des Agelenidae.

## Distribution
Cette espèce est endémique de Calabre en Italie,. Elle se rencontre à Santo Stefano in Aspromonte entre 1 500 et 1 600 m d'altitude dans l'Aspromonte.

## Étymologie
Son nom d'espèce, composé de aspromont[e] et du suffixe latin -ensis, « qui vit dans, qui habite », lui a été donné en référence au lieu de sa découverte, l'Aspromonte.

## Publication originale
- Bolzern, Hänggi & Burckhardt, 2010 : Aterigena, a new genus of funnel-web spider, shedding some light on the Tegenaria-Malthonica problem (Araneae: Agelenidae). Journal of Arachnology, vol. 38, no 2, p. 162-182 (texte intégral).